# 873
873 (DCCCLXXIII) var ett normalår som började en torsdag i den julianska kalendern.

## Händelser

### Okänt datum
- Vikingar gör en räd mot Dorestad.
- Ricsige, kung av Northumbria, efterträder Egbert I

## Födda
- Abu al-Hasan al-Ashari, grundare av asharitiska skolan.

## Avlidna
- Al-Kindi, arabisk filosof.
- Ivar Benlös, viking.